# Mingstimmehlen
Mingstimmehlen, 1938 bis 1945 Mingen, litauisch Minkštymėliai, ist ein verlassener Ort im Rajon Krasnosnamensk der russischen Oblast Kaliningrad.
Die Ortsstelle befindet sich an einer Nebenstraße, die vom „Ortsdreieck“ Fewralskoje (Spullen), Wesnowo (Kussen), Schelannoje (Henskischken/Hensken) im Südwesten nach Saratowskoje (Groß Schorellen/Adlerswalde) im Nordosten führt. All diese Orte sind wenigstens vier Kilometer vom ehemaligen Mingstimmehlen/Mingen entfernt.

## Geschichte

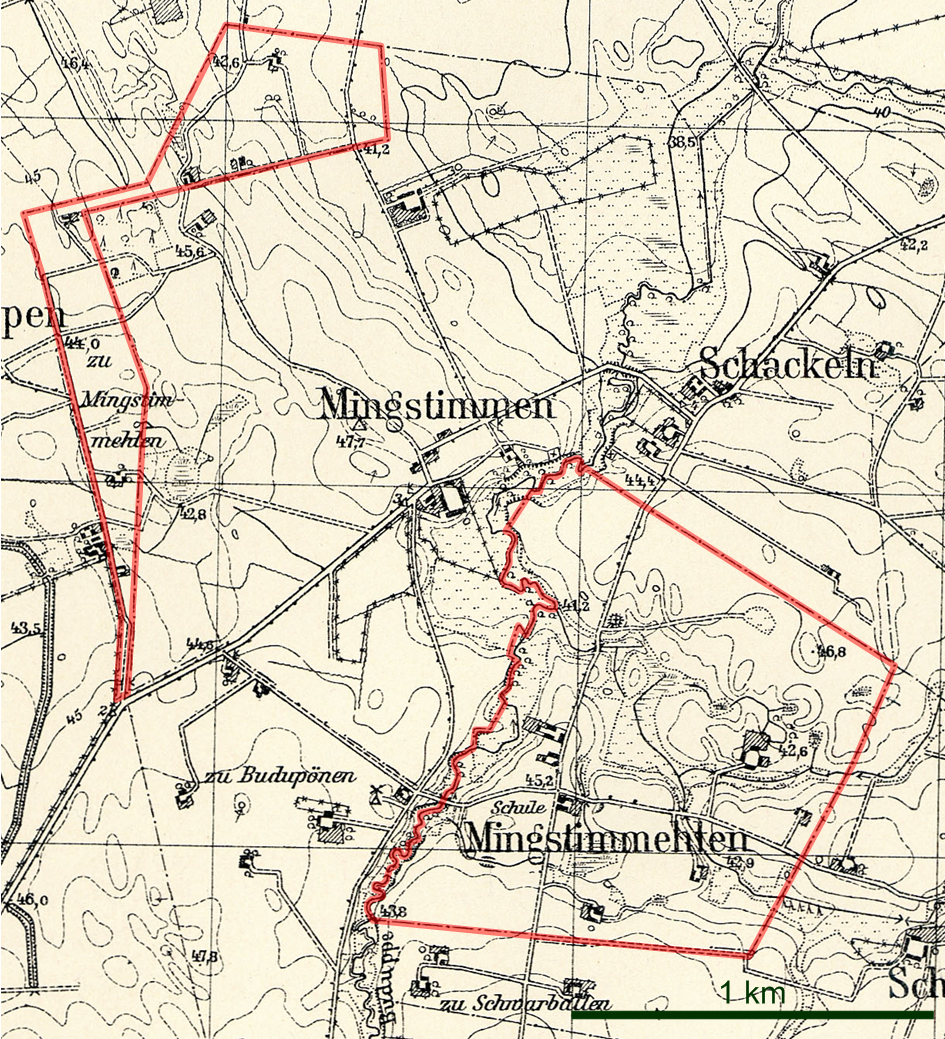
Die Gemeinde Mingstimmehlen auf einem Messtischblatt von 1937

Mingstimmehlen wurde um 1780 als königliches Bauerndorf bezeichnet. 1874 wurde die Landgemeinde Mingstimmehlen in den neu gebildeten Amtsbezirk Spullen im Kreis Pillkallen eingegliedert. 1938 wurde Mingstimmehlen in Mingen umbenannt.
1945 kam der Ort in Folge des Zweiten Weltkrieges mit dem nördlichen Ostpreußen zur Sowjetunion. Einen russischen Namen erhielt er nicht mehr. Laut dem 1976 erschienenen offiziellen russisch-deutschen Ortsverzeichnis wurde der Ort mit zu Kuprino (Meschkuppen/Bärenhöfen) gezählt. Laut Karte existierte der Ort zu diesem Zeitpunkt aber schon nicht mehr.

### Einwohnerentwicklung
| Jahr | Einwohner |
| ---- | --------- |
| 1867 | 66        |
| 1871 | 112       |
| 1885 | 86        |
| 1905 | 68        |
| 1910 | 71        |
| 1933 | 69        |
| 1939 | 56        |

## Schule
Als kleiner, aber zentraler Ort inmitten eines überwiegend mit Einzelhöfen besetzten Gebietes war Mingstimmehlen/Mingen auch mit einer Schule versehen.

## Kirche
Mingstimmehlen/Mingen gehörte zum evangelischen Kirchspiel Kussen.